# Iceland International 2009
Die Iceland International 2009 im Badminton fanden vom 5. bis zum 8. November 2009 in Reykjavík statt.

## Sieger und Platzierte
| Disziplin    | Gold                                       | Silber                                         | Bronze                                     |
| ------------ | ------------------------------------------ | ---------------------------------------------- | ------------------------------------------ |
| Herreneinzel | Christian Lind Thomsen                     | Kasper Ødum                                    | Thomas Fynbo                               |
| Herreneinzel | Christian Lind Thomsen                     | Kasper Ødum                                    | Steinar Klausen                            |
| Dameneinzel  | Ragna Ingólfsdóttir                        | Camilla Overgaard                              | Li Shuang                                  |
| Dameneinzel  | Ragna Ingólfsdóttir                        | Camilla Overgaard                              | Sara Blengsli Kværnø                       |
| Herrendoppel | Anders Skaarup Rasmussen René Lindskow     | Christopher Bruun Jensen Thomas Fynbo          | James Phillips Joe Morgan                  |
| Herrendoppel | Anders Skaarup Rasmussen René Lindskow     | Christopher Bruun Jensen Thomas Fynbo          | Daniel Benz Patrick Krämer                 |
| Damendoppel  | Ragna Ingólfsdóttir Snjólaug Jóhannsdóttir | Brynja Pétursdóttir Erla Björg Hafsteinsdóttir | Joan Christiansen Mia Nielsen              |
| Damendoppel  | Ragna Ingólfsdóttir Snjólaug Jóhannsdóttir | Brynja Pétursdóttir Erla Björg Hafsteinsdóttir | Amanda Mathiasen Trine Christiansen        |
| Mixed        | Theis Christiansen Joan Christiansen       | Niklas Hoff Amalie Fangel                      | Ali Kaya Li Shuang                         |
| Mixed        | Theis Christiansen Joan Christiansen       | Niklas Hoff Amalie Fangel                      | Magnús Ingi Helgason Elín Þóra Elíasdóttir |

## Ergebnisse

### Herreneinzel Qualifikation
- Tomas Bjorn Gudmundsson –  Kjartan Valsson: 18-21 / 21-13 / 21-12
- Tomas Bjorn Gudmundsson –  Heioar Sigurjonsson: 21-13 / 21-16

### Herreneinzel
- Christian Lind Thomsen –  Arthur Geir Josefsson: 21-4 / 21-11
- Xuan Zhou Jun –  Helgi Jóhannesson: 21-15 / 24-22
- Theis Christiansen –  Daniel Benz: 21-12 / 21-7
- Henrik Nedergaard Christensen –  Einar Oskarsson: 21-12 / 21-10
- Rosario Maddaloni –  Ragnar Hardarson: 21-13 / 21-7
- Niklas Hoff –  Arak Bhokanandh: 21-15 / 21-14
- Thomas Fynbo –  Kristjan Adalsteinsson: 21-13 / 21-11
- Ali Kaya –  Daniel Thomsen: 21-14 / 21-13
- Christopher Bruun Jensen –  Atli Jóhannesson: 21-14 / 21-18
- Kasper Ødum –  Egill Gudlaugsson: 21-11 / 21-12
- Rune Poulsen –  Bjarki Stefansson: 21-15 / 21-16
- Raj Popat –  Murat Sen: 16-21 / 21-14 / 21-17
- Robert Thor Henn –  Tomas Bjorn Gudmundsson: 10-21 / 21-17 / 21-16
- Robert Georg –  Magnús Ingi Helgason: 21-18 / 21-19
- Kári Gunnarsson –  Marco Mondavio: 18-21 / 21-11 / 21-12
- Steinar Klausen –  Giovanni Greco: 21-11 / 21-8
- Christian Lind Thomsen –  Xuan Zhou Jun: 21-17 / 21-15
- Theis Christiansen –  Henrik Nedergaard Christensen: 21-10 / 21-8
- Niklas Hoff –  Rosario Maddaloni: 21-11 / 21-16
- Thomas Fynbo –  Ali Kaya: 21-8 / 21-13
- Kasper Ødum –  Christopher Bruun Jensen: 21-5 / 21-10
- Raj Popat –  Rune Poulsen: 21-12 / 24-22
- Robert Georg –  Robert Thor Henn: 21-12 / 21-14
- Steinar Klausen –  Kári Gunnarsson: 21-12 / 21-15
- Christian Lind Thomsen –  Theis Christiansen: 21-10 / 21-7
- Thomas Fynbo –  Niklas Hoff: 21-16 / 21-8
- Kasper Ødum –  Raj Popat: 21-10 / 21-16
- Steinar Klausen –  Robert Georg: 21-7 / 21-16
- Christian Lind Thomsen –  Thomas Fynbo: 21-15 / 21-8
- Kasper Ødum –  Steinar Klausen: 18-21 / 21-16 / 21-15
- Christian Lind Thomsen –  Kasper Ødum: 21-8 / 21-17

### Dameneinzel
- Li Shuang –  Johanna Johannsdottir: 21-6 / 21-7
- Mille Kongstad –  Thorbjorg Kristinsdottir: 21-12 / 21-12
- Christina Andersen –  Birgitta Ran Asgeirdsottir: 21-7 / 21-17
- Mia Nielsen –  Rakel Jóhannesdóttir: 21-17 / 21-17
- Karitas Ósk Ólafsdóttir –  Trine Kristensen: 21-16 / 21-18
- Amalie Fangel –  Elin Thora Eliasdottir: 21-7 / 21-4
- Snjólaug Jóhannsdóttir –  Hanna Maria Gudbjartsdottir: 21-17 / 21-15
- Helen Davies –  Sunna Osp Runolfsdottir: 21-6 / 21-4
- Li Shuang –  Halldora Elin Johannsdottir: 21-9 / 21-4
- Amanda Mathiasen –  Mille Kongstad: 21-12 / 21-9
- Ragna Ingólfsdóttir –  Christina Andersen: 21-15 / 21-7
- Mia Nielsen –  Hrefna Ros Matthiasdottir: 21-8 / 21-11
- Sara Blengsli Kværnø –  Karitas Ósk Ólafsdóttir: 21-17 / 21-12
- Amalie Fangel –  Una Haroardottir: 21-7 / 21-7
- Camilla Overgaard –  Snjólaug Jóhannsdóttir: 21-14 / 19-21 / 21-9
- Li Shuang –  Helen Davies: 21-14 / 21-15
- Ragna Ingólfsdóttir –  Amanda Mathiasen: 21-13 / 21-7
- Sara Blengsli Kværnø –  Mia Nielsen: 21-16 / 21-14
- Camilla Overgaard –  Amalie Fangel: 21-19 / 11-10 Ret.
- Ragna Ingólfsdóttir –  Li Shuang: 9-21 / 21-12 / 21-18
- Camilla Overgaard –  Sara Blengsli Kværnø: 25-23 / 21-16
- Ragna Ingólfsdóttir –  Camilla Overgaard: 21-14 / 16-21 / 21-13

### Herrendoppel
- Henrik Nedergaard Christensen /  Thomas Soe Jespen –  Heioar Sigurjonsson /  Holmsteinn Valdimarsson: 21-15 / 21-11
- Dennis Holm Hansen /  Rune Poulsen –  Kjartan Valsson /  Tomas Bjorn Gudmundsson: 21-8 / 21-14
- Murat Sen /  Xuan Zhou Jun –  Arthur Geir Josefsson /  Einar Oskarsson: 21-12 / 21-15
- Anders Skaarup Rasmussen /  René Lindskow –  Kristjan Adalsteinsson /  Ragnar Hardarson: 21-14 / 21-7
- Bjarki Stefansson /  Daniel Thomsen –  Haukur Stefánsson /  Nokkvi Runarsson: 21-12 / 21-18
- Egill Gudlaugsson /  Armann Gunnarsson –  Frimann Ari Ferdinandsson /  Kristjan Danielsson: 21-13 / 21-10
- Giovanni Greco /  Rosario Maddaloni –  Daniel Reynisson /  Orri Orn Arnason: 21-11 / 21-11
- Jonas Baldursson /  Kjartan Palsson –  Guðmundur Guðmundsson /  Petur Hemmingsen: 20-22 / 21-11 / 21-19
- Joe Morgan /  James Phillips –  Henrik Nedergaard Christensen /  Thomas Soe Jespen: 21-19 / 21-15
- Atli Jóhannesson /  Kári Gunnarsson –  Dennis Holm Hansen /  Rune Poulsen: 21-16 / 21-23 / 21-17
- Magnús Ingi Helgason /  Helgi Jóhannesson –  Murat Sen /  Xuan Zhou Jun: 21-17 / 21-17
- Anders Skaarup Rasmussen /  René Lindskow –  Robert Thor Henn /  Sindri Jarlsson: 21-6 / 21-9
- Bjarki Stefansson /  Daniel Thomsen –  Njörður Ludvigsson /  Ástvaldur Heiðarsson: 21-14 / 18-21 / 21-19
- Thomas Fynbo /  Christopher Bruun Jensen –  Egill Gudlaugsson /  Armann Gunnarsson: 21-13 / 21-7
- Þorsteinn Páll Hængsson /  Broddi Kristjánsson –  Giovanni Greco /  Rosario Maddaloni: 21-12 / 21-18
- Daniel Benz /  Patrick Kraemer –  Jonas Baldursson /  Kjartan Palsson: 21-9 / 21-17
- Joe Morgan /  James Phillips –  Atli Jóhannesson /  Kári Gunnarsson: 21-17 / 21-11
- Anders Skaarup Rasmussen /  René Lindskow –  Magnús Ingi Helgason /  Helgi Jóhannesson: 18-21 / 21-15 / 21-12
- Thomas Fynbo /  Christopher Bruun Jensen –  Bjarki Stefansson /  Daniel Thomsen: 21-13 / 21-11
- Daniel Benz /  Patrick Kraemer –  Þorsteinn Páll Hængsson /  Broddi Kristjánsson: 21-10 / 21-12
- Anders Skaarup Rasmussen /  René Lindskow –  Joe Morgan /  James Phillips: 21-14 / 18-21 / 22-20
- Thomas Fynbo /  Christopher Bruun Jensen –  Daniel Benz /  Patrick Kraemer: 21-8 / 22-20
- Anders Skaarup Rasmussen /  René Lindskow –  Thomas Fynbo /  Christopher Bruun Jensen: 21-16 / 21-16

### Damendoppel
- Vigdís Ásgeirsdóttir /  Elsa Nielsen –  Johanna Johannsdottir /  Sunna Osp Runolfsdottir: 21-9 / 21-11
- Ragna Ingólfsdóttir /  Snjólaug Jóhannsdóttir –  Ylfa Siguroardottir /  Asta Aegisdottir: 21-8 / 21-6
- Katrín Atladóttir /  Rikke Thune –  Hrefna Ros Matthiasdottir /  Una Haroardottir: 21-4 / 21-10
- Amanda Mathiasen /  Trine Kristensen –  Halldora Elin Johannsdottir /  Sara Jónsdóttir: 21-16 / 13-21 / 21-19
- Elin Thora Eliasdottir /  Rakel Jóhannesdóttir –  Hanna Maria Gudbjartsdottir /  Thorbjorg Kristinsdottir: 21-16 / 23-21
- Brynja Pétursdóttir /  Erla Björg Hafsteinsdóttir –  Dagny Agusdottir /  Karitas Jonsdottir: 21-11 / 21-7
- Joan Christiansen /  Mia Nielsen –  Vigdís Ásgeirsdóttir /  Elsa Nielsen: 21-16 / 23-21
- Ragna Ingólfsdóttir /  Snjólaug Jóhannsdóttir –  Katrín Atladóttir /  Rikke Thune: 21-15 / 21-16
- Amanda Mathiasen /  Trine Kristensen –  Elin Thora Eliasdottir /  Rakel Jóhannesdóttir: 21-16 / 21-15
- Brynja Pétursdóttir /  Erla Björg Hafsteinsdóttir –  Birgitta Ran Asgeirdsottir /  Karitas Ósk Ólafsdóttir: 21-12 / 27-25
- Ragna Ingólfsdóttir /  Snjólaug Jóhannsdóttir –  Joan Christiansen /  Mia Nielsen: 21-18 / 21-17
- Brynja Pétursdóttir /  Erla Björg Hafsteinsdóttir –  Amanda Mathiasen /  Trine Kristensen: 21-15 / 21-19
- Ragna Ingólfsdóttir /  Snjólaug Jóhannsdóttir –  Brynja Pétursdóttir /  Erla Björg Hafsteinsdóttir: 21-10 / 21-13

### Mixed
- Niklas Hoff /  Amalie Fangel –  Atli Jóhannesson /  Snjólaug Jóhannsdóttir: 21-10 / 21-13
- Kristjan Adalsteinsson /  Birgitta Ran Asgeirdsottir –  Sindri Jarlsson /  Dagny Agusdottir: 21-14 / 21-17
- Rune Poulsen /  Amanda Mathiasen –  Arthur Geir Josefsson /  Halldora Elin Johannsdottir: 21-9 / 24-22
- Dennis Holm Hansen /  Rikke Thune –  Robert Thor Henn /  Karitas Ósk Ólafsdóttir: 21-18 / 21-16
- Magnús Ingi Helgason /  Elin Thora Eliasdottir –  Daniel Thomsen /  Hrefna Ros Matthiasdottir: 21-19 / 21-13
- Thomas Soe Jespen /  Trine Kristensen –  Orri Orn Arnason /  Erla Björg Hafsteinsdóttir: 21-16 / 21-18
- Theis Christiansen /  Joan Christiansen –  Bjarki Stefansson /  Rakel Jóhannesdóttir: 21-3 / 21-10
- Joe Morgan /  Kerry Ann Sheppard –  Egill Gudlaugsson /  Hanna Maria Gudbjartsdottir: 21-11 / 21-12
- Niklas Hoff /  Amalie Fangel –  Kjartan Valsson /  Thorbjorg Kristinsdottir: 21-12 / 21-4
- Ali Kaya /  Li Shuang –  Kristjan Adalsteinsson /  Birgitta Ran Asgeirdsottir: 21-7 / 21-10
- Rune Poulsen /  Amanda Mathiasen –  Ivar Oddsson /  Sunna Osp Runolfsdottir: 21-10 / 21-11
- Dennis Holm Hansen /  Rikke Thune –  Einar Oskarsson /  Johanna Johannsdottir: 21-17 / 21-14
- Magnús Ingi Helgason /  Elin Thora Eliasdottir –  Patrick Krämer /  Mille Kongstad: 21-14 / 21-10
- Thomas Soe Jespen /  Trine Kristensen –  Ragnar Hardarson /  Una Haroardottir: 21-14 / 21-10
- Theis Christiansen /  Joan Christiansen –  Helgi Jóhannesson /  Ragna Ingólfsdóttir: 21-17 / 21-12
- Niklas Hoff /  Amalie Fangel –  Joe Morgan /  Kerry Ann Sheppard: 21-14 / 21-13
- Ali Kaya /  Li Shuang –  Rune Poulsen /  Amanda Mathiasen: 21-19 / 21-13
- Magnús Ingi Helgason /  Elin Thora Eliasdottir –  Dennis Holm Hansen /  Rikke Thune: 21-16 / 21-15
- Theis Christiansen /  Joan Christiansen –  Thomas Soe Jespen /  Trine Kristensen: 21-13 / 21-15
- Niklas Hoff /  Amalie Fangel –  Ali Kaya /  Li Shuang: 21-11 / 18-21 / 21-13
- Theis Christiansen /  Joan Christiansen –  Magnús Ingi Helgason /  Elin Thora Eliasdottir: 21-14 / 21-10
- Theis Christiansen /  Joan Christiansen –  Niklas Hoff /  Amalie Fangel: 23-21 / 20-22 / 21-16